# فی شکارچی
فی شکارچی یک ستاره است که در صورت فلکی شکارچی قرار دارد.